# Callidium aeneum
Callidium aeneum је врста инсекта из реда тврдокрилаца (Coleoptera) и породице стрижибуба. Сврстана је у потпородицу Cerambycinae.

## Распрострањеност
Врста је распрострањена на подручју Европе, Русије и Кавказа. У Србији се ретко среће.

## Опис
Глава и пронотум су браон боје. Елитрони су металнозелени до бронзани, глатки и у већем делу мрежасто наборани. Ноге и антене су тамнобраон боје, антене су средње дужине. Дужина тела је од 9 до 15 mm.

## Биологија
Животни циклус траје од једне до две године. Ларве се развијају у мртвим гранчицама, а адулти се срећу се на биљци домаћину и активни су током маја и јуна. Као домаћини јављају се пре свега различите врсте четинара, а понекад и листопадног дрвећа (бор, јела, смрча, ариш, клека, храст, буква и јавор).

## Статус заштите
Callidium aeneum се налази на Европској црвеној листи сапроксилних тврдокрилаца.

## Синоними
- Cerambyx aeneus DeGeer, 1775
- Callidium aenea (DeGeer, 1775) (misspelling)
- Callidostola aenea (DeGeer, 1775)
- Callidium aurichalcium Gmelin, 1790
- Callidium cognatum Laicharting, 1784
- Callidium dilatatum Paykull, 1800
- Callidium venosum Eschscholtz, 1818
- Callidium viride Schönherr, 1817